# リンダ・デニス
リンダ・デニス（英語: Linda Dennis、1963年3月10日 - ）は、オーストラリアの現代美術家、女子美術大学教授。
東京藝術大学で博士号を取得。東京と三重県鳥羽市に制作拠点を置き、世界を理解し捉える方法に「 touch 」という行為に着目して20年以上活動している。
研究テーマのひとつにコラボレーションと国際交流がある。2014年「タッチ・ベース・クリエイティブ・ネットワーク」を設立。

## 来歴
オーストラリア、ブリスベン市生まれ。エバートン・パーク高校卒業。
1985年に州立クイーンズランド大学薬学部作業療法学科専攻卒業。
1988年4月 - 1990年9月、佐賀県立有田窯業大学校（轆轤科、研究科、上絵付け科）修了。
2001年に多摩美術大学彫刻科諸材料（修了）州立グリフィス大学芸術学部絵画科優等課程在学中研究生の交換留学生として滞在。
2002年、州立グリフィス大学芸術学部絵画科油絵専攻優等課程（卒業）。
2004年、東京藝術大学 美術学部 絵画科 油画第三研究室 研究生（修了）。
2006年、東京藝術大学大学院修士課程 美術研究科 絵画専攻油画 修士課程修了。修士（美術）。
2010年、東京藝術大学大学院博士後期課程 美術研究科 絵画専攻油画　博士後期課程修了 課程博士（美術）。

## 主な受賞歴
- 2010年　摘水軒記念文化振興財団　助成金、アートラインかしわ2010、Clay Skins作品[7]
- 2007年-2009年 ロータリー米山奨学金
- 2005年　北京フィルムアカデミー　優秀賞受賞
- 2004年　白門奨学金　財団法人白門奨学会
- 1999年　シドニー芸術マネイジメント管理の「1999年度　マーチン基金」より彫刻部門の研究ための留学奨学金 受賞
- 1999年　州立ニューサウスウェールズ美術館（シドニー）管理の「ダイソン基金」より海外での研究のための奨学金 受賞
- 1998年　州立クイーンズランド美術館による「州内1998年度美術大学最優秀卒業生賞 受賞
- 1990年　京都福祉機器デザインコンペ90’で審査員特別賞 受賞

## 個展
- 2018年2月	「リンダ・デニス、三重の海に触れて」鳥羽市立海の博物館
- 2017年4月	“On Touch: Coexist” 私立大室美術館 三重県津市
- 2016年4月	“On Touch: Gather” 海の博物館、三重県鳥羽市
- 2016年4月	“On Touch: Extend” 三重県立美術館、津市
- 2012年1月	“Hand Stands” ギャラリー零∞、銀座、東京
- 2011年2月	“Pressions”遊工房、西荻窪、東京
- 2009年7月	“Escort”ギャラリー零∞、銀座、東京
- 2007年7月	“Revolution 1” ギャラリー58、銀座、東京
- 2006年11月 “Don’t Forget Your Handkerchief” 遊工房、西荻窪、東京
- 2004年11月 “The End” 遊工房、西荻窪、東京
- 2003年4月	“Closed Position” 遊工房、西荻窪、東京
- 2002年9月	“Touch and Go”工房親, 恵比寿、東京
- 2001年8月	“Terra Nullius”ギャラリー山口, 京橋、東京
- 1998年10月 “Letting Through”Metro Arts Development Space, ブリスベン、オーストラリア

## 主なグループ展示
- 2020年7月	「自然とともに生きる海女とアーティスト。昔と今。石鏡町と神保町にダイブ！」 鳥羽市石鏡町、東京都千代田区神保町
- 2018年7月	女子美術大学・ラフバラ大学交流展覧会 「オリンピックと文化：過去・現在・未来・つながり」 女子美アートミュージアム
- 2017年9月	亀山トリエンナーレ2017、三重県亀山市
- 2017年7月	歌となる言葉とかたち展、古今伝授の里フィールドミュージアム、岐阜県郡上市
- 2015年11月 「はじまりは久米桂一郎から ─メディカル アート& イラストレーションの歴史と現在」 東京芸術大学特別展示、上野
- 2015年10月 「複雑なトポグラフィー 庭園]」 主催：東京藝術大学、ロンドン芸術大学セントラル・セント・マーチンズ校、香川県栗林公園
- 2014年10月 CAVE -KANDA PROJECTION-トランズアーツ東京2014、神田
- 2014年9月	「Accidental Tools -予測不可能な文房具-」 GALAXY Lab.（東京藝術大学大学院映像研究科＋サムスン電子ジャパン株式会社）
- 2014年7月 「絵画思考　油画現職教員展」 芸大アートプラザ、東京芸術大学、上野
- 2013年12月 「いま、映像でしゃべること？　- Orality in the Moving Image -」 GALAXY Lab.（東京藝術大学大学院映像研究科＋サムスン電子ジャパン株式会社）
- 2013年8月	「絵画思考 油画現職教員展」 芸大アートプラザ、東京芸術大学、上野
- 2013年8月	「東京藝術大学油画教員展」 日本橋高島屋、東京
- 2013年6月	【NEWS展 2013】東京藝術大学油画新任スタッフ展 、東京藝術大学アートスペース1・2
- 2012年9月	 Oui Oui, Level主催、ブリスベン、オーストラリア
- 2012年9月	 震災にまつわる “Garland”プロジェクトWATARASE Art Project 2012 “PARADE”、栃木県
- 2010年12月 「女子美110年、美の指導者たち−Resistance & Obedience」 上野の森美術館
- 2010年10月  アートラインかしわ2010、柏、千葉
- 2010年6月	 「探索者 石井厚生 退職記念展－諸材料専攻卒業生と共に－」 摩美術大学館
- 2009年12月 「東京藝術大学 大学院美術研究科博士審査展」 東京芸術大学美術館
- 2009年10月 都筑アートプロジェクト2009、大塚・歳勝土遺跡公園
- 2008年12月 Carnivale Illuminata 展, Woodford Folk Festival, オーストラリア
- 2008年10月 Kiryu Saien 14, 桐生森森芳工場、桐生市
- 2008年9月	 Planet Ueno、 日豪交流展 、（東京芸術大学／Q.L.D. College of Art）、
- 旧坂本小学校、台東区下谷
- 2007年11月 日銀ウォーキングミュージアムKINCO（中央区／日本銀行旧本館）

## 著書・編書
- タッチの概念を掴む（博士論文）(Dennis Linda Anne)
- 女子美術大学・ラフバラ大学交流展覧会 : オリンピックと文化: 過去・現在・未来・つながり
- 鳥羽ストーリーズ・アートプロジェクト「海女と工芸」
- 鳥羽ストーリーズ・アートプロジェクト「安楽島」
- 鳥羽ストーリーズ・アートプロジェクト「なかまち」
- 鳥羽美術展 : 記録集. 第1回